# Christian Cannabich
Christian Cannabich (Mannheim, 28 de desembre de 1731 - Frankfurt del Main, 20 de gener de 1798) fou un compositor, violinista i mestre de capella alemany. Era pare del també músic Carl
Fou deixeble de Carl Stamitz, el 1747 figurà en l'orquestra de la cort de Mannheim que dirigí des de 1759, passant a ocupar el 1778 la direcció de l'orquestra italiana establerta a Múnic. El major mèrit de Cannabich estiba en les seves simfonies, les quals ofereixen el model de l'orquestra moderna en els mitjans de tractar-la i que serveixen de transició a les obres de Haydn i Mozart, el qual li atribuí molts elogis; per més que les seves composicions pateixen per un comú, de manca d'originalitat. Durant uns anys fou director de la música de la cort i del teatre de l'Òpera alemanya de Múnic fins al 1806, i on entre d'altres alumnes tingue a Joseph Lenoble, d'aquest càrrec en fou substituït per Ferdinand Fränzl.
Se li deuen diverses òperes i balls de gran espectacle, entre els que sobresurten per la seva originalitat l'òpera Azacaja, representada a Mannheim el 1778, el ball El descens d'Hèrcules als inferns, i més de 100 simfonies, quartets i trios per a instruments de corda, duos per a violí i flauta, etc.
En la seva època de Mannheim tingué molts alumnes i un d'ells Giovanni Battista Toëschi, precisament el succeí com a director d'orquestra en la cort de Múnic.